# Neonuncia campbelli
Neonuncia campbelli is een hooiwagen uit de familie Triaenonychidae.